# Perama humilis
Perama humilis är en måreväxtart som beskrevs av George Bentham. Perama humilis ingår i släktet Perama och familjen måreväxter.
Artens utbredningsområde är Guyana. Inga underarter finns listade i Catalogue of Life.